# ロビン・オール
ロビン・オール（Robert Kelmsley "Robin" Orr、1909年6月2日 - 2006年4月9日）は、スコットランドの作曲家。
アンガス州ブレチン出身。ロンドンの王立音楽大学とケンブリッジ大学ペンブルック・カレッジで学んだ後、アルフレード・カゼッラとナディア・ブーランジェに師事した。1938年にケンブリッジ大学に戻り、セント・ジョンズ・カレッジのオルガン奏者となった。第二次世界大戦中は軍務につき、戦後にケンブリッジ大学の講師と王立音楽大学の教授に就任した。その後、1956年から1965年までグラスゴー大学の教授を務めた。1965年からはケンブリッジ大学の教授となり、1977年に引退した。1972年に大英帝国勲章を受章。
作品には3つのオペラ、3つの交響曲、シンフォニエッタ・ヘルベチカ、教会音楽、室内楽曲などがある。

## 文献
- Musical Chairs, Autobiographie, 1998